# Еремизино-Борисовское сельское поселение
Еремизино-Борисовское сельское поселение — муниципальное образование в Тихорецком районе Краснодарского края России.
В рамках административно-территориального устройства Краснодарского края ему соответствует Еремизино-Борисовский сельский округ.
Административный центр — станица Еремизино-Борисовская.

## Население
| 2010  | 2012  | 2013  | 2014  | 2015  | 2016  | 2017  |
| ----- | ----- | ----- | ----- | ----- | ----- | ----- |
| 1899  | ↘1877 | ↘1853 | ↘1805 | ↘1794 | ↘1766 | ↘1742 |
| 2018  | 2019  | 2020  | 2021  | 2023  |       |       |
| ↘1734 | ↘1683 | ↘1636 | ↘1418 | ↘1398 |       |       |

## Населённые пункты
В состав сельского поселения (сельского округа) входят 2 населённых пункта:
| № | Населённый пункт      | Тип населённого пункта | Население (чел.) |
| - | --------------------- | ---------------------- | ---------------- |
| 1 | Еремизино-Борисовская | станица                | ↘1850            |
| 2 | Украинский            | хутор                  | ↘49              |